# U-17-Fußball-Südamerikameisterschaft 2003/Kader Uruguay
Bei der U-17-Fußball-Südamerikameisterschaft 2003 in Bolivien bestand der Kader der uruguayischen U-17-Nationalmannschaft aus den nachfolgend aufgelisteten Spielern.
| 1       | Sebastián Sosa      | Torwart        | Peñarol Montevideo     |  |  |  |  |  |
| 2       | Alejandro Rodríguez | Abwehr         | Nacional Montevideo    |  |  |  |  |  |
| 3       | Wilson Silvera      | Abwehr         | Deportivo Maldonado    |  |  |  |  |  |
| 4       | Juan Silva          | Abwehr         | Nacional Montevideo    |  |  |  |  |  |
| 5       | Francisco Usúcar    | Mittelfeld     | Defensor Sporting      |  |  |  |  |  |
| 6       | Jorge García        | Abwehr         | Danubio FC             |  |  |  |  |  |
| 7       | Mauro Vila          | Angriff        | Defensor Sporting      |  |  |  |  |  |
| 8       | Iván De La Sierra   | Mittelfeld     | Danubio FC             |  |  |  |  |  |
| 9       | Jorge Ramírez       | Angriff        | Nacional Montevideo    |  |  |  |  |  |
| 10      | Juan Ángel Albín    | Mittelfeld     | Nacional Montevideo    |  |  |  |  |  |
| 11      | Diego Rodríguez     | Angriff        | Peñarol Montevideo     |  |  |  |  |  |
| 12      | Fernando Muslera    | Torwart        | Montevideo Wanderers   |  |  |  |  |  |
| 13      | Federico Velázquez  | Abwehr         | Nacional Montevideo    |  |  |  |  |  |
| 14      | Miguel Lavié        | Abwehr         | Juventud               |  |  |  |  |  |
| 15      | Alejandro González  | Mittelfeld     | Montevideo Wanderers   |  |  |  |  |  |
| 16      | Javier Quirino      | Mittelfeld     | Peñarol Montevideo     |  |  |  |  |  |
| 17      | Leandro Ezquerra    | Mittelfeld     | River Plate Montevideo |  |  |  |  |  |
| 18      | Pablo Difiori       | Angriff        | Defensor Sporting      |  |  |  |  |  |
| 19      | Rodrigo Cubilla     | Angriff        | Peñarol Montevideo     |  |  |  |  |  |
| 20      | Bruno Fornaroli     | Angriff        | Nacional Montevideo    |  |  |  |  |  |
|         |                     |                |                        |  |  |  |  |  |
| Trainer | Jorge Da Silva      | Jorge Da Silva |                        |  |  |  |  |  |

Quelle: